# Curaeus curaeus

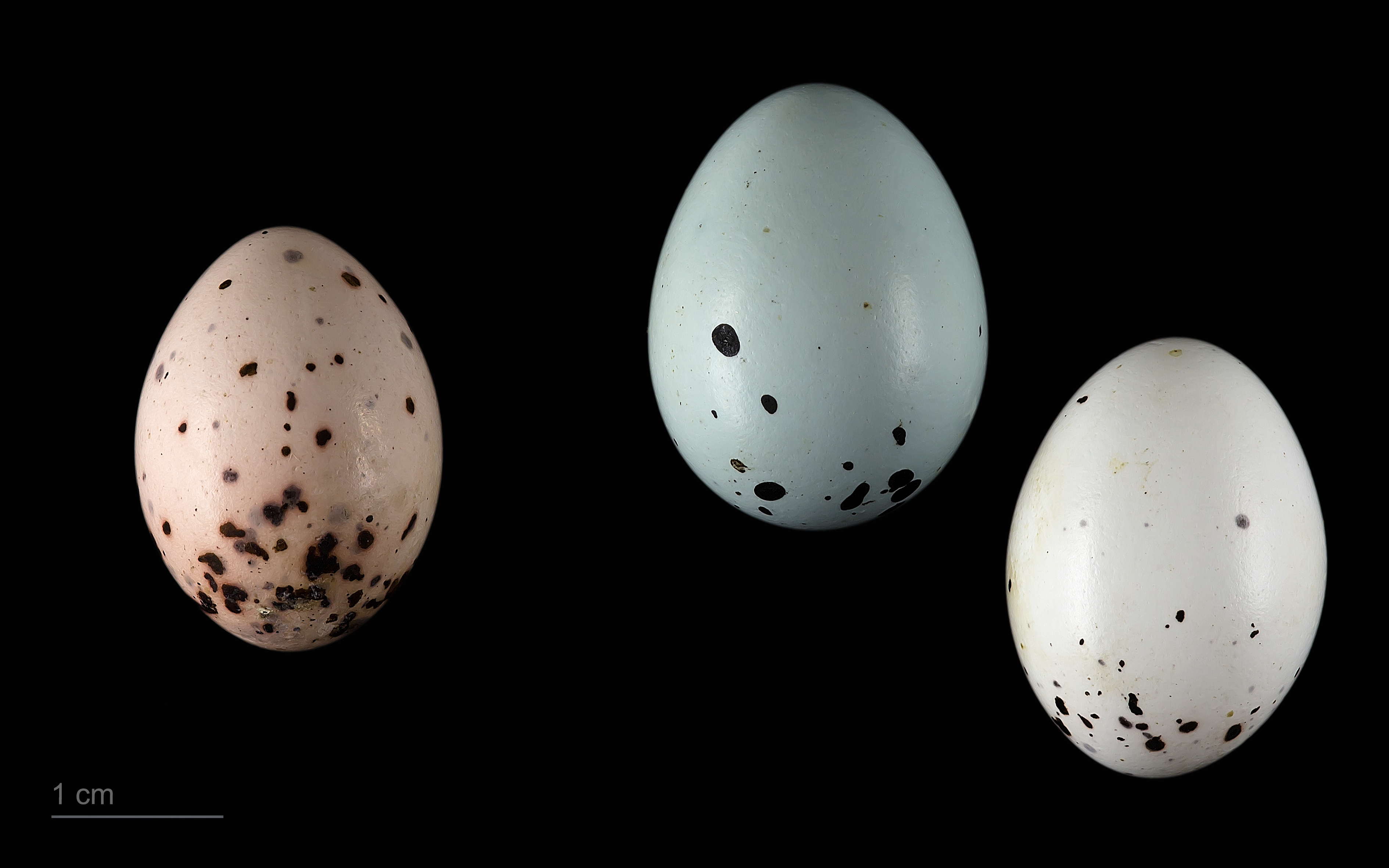
Molothrus bonariensis en un nido de Curaeus curaeus - MHNT

El tordo (Curaeus curaeus), también conocido como quireo o tordo patagón, es una especie de ave paseriforme de la familia Icteridae propia de las regiones templadas y frías del sudoeste de América del Sur. Durante mucho tiempo este género también incluía otra especie (Curaeus forbesi), pero en febrero de 2014 fue separada en su propio género: Anumara forbesi.

## Descripción
Miden entre unos 28 a 31 cm de largo (dependiendo de la subespecie, y siendo así, junto al mero, el passeriforme más grande de Chile), su plumaje es negro brillante, su pico y patas son también negras, la especie no presenta dimorfismo sexual.

## Distribución y hábitat
Se encuentra en el sur de América del Sur, en el sudoeste de la Argentina y el centro y sur de Chile.
Su hábitat natural son los bosques templados, montes, cerros y quebradas. También habita campos sembrados y se le encuentra en menores cantidades en zonas urbanizadas

## Reproducción
Nidifica entre octubre y diciembre, construye un nido grande de materiales vegetales y unido con barro, generalmente muy bien escondido en la parte baja de los matorrales. Los huevos entre 4 y 5, excepcionalmente 3 o 6, son de tonos azulados y dibujos negros finos y de dimensiones promedio 31 x 21 mm.